# Israel Lewy
Israel Lewy, Israel Levy (ur. 1840 (podaje się też 1841, np.  i 1847) w Inowrocławiu, zm. 1917 we Wrocławiu) – niemiecki rabin, teolog i badacz Talmudu, pedagog.
Absolwent Uniwersytetu Wrocławskiego oraz Żydowskiego Seminarium Teologicznego we Wrocławiu. Od 1872 do 1882 wykładał w berlińskiej Hochschule für die Wissenschaft des Judentums, gdzie w roku 1874 został docentem. Od 1883 do śmierci był dyrektorem Żydowskiego Seminarium Teologicznego i rabinem tej uczelni.

## Publikacje I. Lewego
- Ein Wort über die Mechilta des R. Simon (Wrocław, 1889)
- Interpretation des ersten, zweiten und dritten Abschnitts des Palästinischen Talmud-Traktates Nesikin (Wrocław, 1895–1902)
- Ein Vortrag über das Ritual des Pessach-Abends (Wrocław, 1904)